# امامزاده آق امام
امامزاده آق امام مربوط به دوره صفوی است و در شهرستان ترکمن، بخش مرکزی، روستای قره قاشلی واقع شده و این اثر در تاریخ ۱۰ بهمن ۱۳۸۳ با شمارهٔ ثبت ۱۱۳۰۴ به‌عنوان یکی از آثار ملی ایران به ثبت رسیده است.